# Conferința de la San Remo
Conferința de la San Remo a fost o întrunire internațională convocată după încheierea Primului Război Mondial de către Consiliul Suprem Aliat în orașul San Remo (Italia), între 19 -26 aprilie 1920. La conferință au participat cele mai importante patru state aliate, reprezentanți de premierii britanic, David Lloyd George, francez Alexandre Millerand, italian Francesco Nitti și japonez K. Matsui.
În timpul negocierilor au fost alocate mandatele de clasa „A” pentru administrarea teritoriilor care ieșiseră de sub controlul Imperiului Otoman în Orientul Mijlociu. 
Problema granițelor acestor teritorii a fost amânată pentru o dată nespecificată. Deciziile conferinței au fost cuprinse în Tratatul de la Sèvres, (secțiunea VII, art. 94-97). În condițiile în care Turcia a respins acest tratat, deciziile conferinței au fost confirmate doar de Consiliul Ligii Națiunilor în ședința de pe 24 iulie 1923. Turcia a acceptat aceste condiții doar în 1923, prin semnarea tratatului de la Lausanne.

## Contextul general
În timpul întâlnirilor „Consiliului celor patru” din 1919, premierul britanic Lloyd George a afirmat că schimbul de scrisori dintre McMahon și Hussein echivala cu un tratat ale cărui prevederi nu mai pot fi negociate. El a explicat că acordul cu Hussein s-a făcut ținând cont de Acordul Sykes-Picot. El a susținut în fața ministrului de externe francez că proiectul pentru sistemul de mandate ale Ligii Națiunilor nu poate fi folosit ca o scuză pentru nerespectarea obligațiilor asumate față de Hussein. Acordul Sykes-Picot stipula că britanicii și francezii vor accepta fondarea unui stat arab independent, sau a unei federații de state independente, cum și faptul că cele două puteri vor consulta în această chestiune pe Shariful din Mecca. Francezii se angajau prin acest acord ca trupele lor să nu ocupe orașele Damasc, Homs, Homa și Alep . Încă din iulie 1919, parlamentul Siriei Mari refuzase să recunoască orice drept de control al francezilor asupra oricărei părți a Siriei
Pe 30 septembrie 1918, sprijinitorii Revoltei Arabe din Damasc au proclamat formarea unui guvern loial sharifului din Mecca. Acesta din urmă a fost proclamat de către liderii religioși și cei civili din Mecca drept „Rege al Arabilor”. Pe 6 ianuarie 1920, prințul Faisal a încercat să obțină un acord cu premierul francez Clemenceau, prin care Parisul să recunoască dreptul sirienilor să se autoguverneze ca o națiune independentă. Pe 8 martie 1920 a fost proclamată la Damasc independența Siriei. Noul stat includea Siria, Palestina, Libanul și porțiuni din nordul Mesopotamiei, care fuseseră alocate unui stat independent arab prin Acordul Sykes-Picot. În fruntea noului stat a fost ales regele  Faisal I. În același timp, prințul Zeid, fratele lui Faisal, a fost declarat regent al Mesopotamiei.
Conferința de la San Remo a început sub auspicii nefavorabile independenței arabilor. Regatul Unit și Franța au recunoscut fără entuziasm independența Siriei și Mesopotamiei, dar au pretins în același timp acordarea mandatelor Ligii Națiunilor pentru administrarea acestor regiuni. Palestina era compusă în acel moment districtele administrative otomane ale Siriei sudice. În conformitate cu regulile diplomatice ale vremii, recunoașterea prematură a independenței Siriei si Mesopotamiei ar fi reprezentat un afront grosolan la adresa autoproclamatelor state „părinte”. Independența noilor state ar fi putut constitui un pretext suficient pentru intervenția militară a marilor puteri, fără ca Liga Națiunilor să poată sancționa în vreun fel o asemenea acțiune. . Până la urmă, independența provizorie a teritoriilor nici măcar menționată, iar statutul lor a fost menționat în continuare drept „mandat de clasa A”. 
Franța a decis să guverneze Siria direct și a luat măsuri pentru impunerea cu forța a mandatului Ligii Națiunilor (bătălia de la Maysalun, iunie 1920). Francezii au răsturnat guvernul arab de la Damasc și l-au alungat de pe tron pe regele Faisal în august 1920. Britanicii l-au numit la rândul lor pe Herber Samuel în funcția de Înalt comisar și au pus în aplicare statutul de putere mandatară în Palestina, fără să obțină în prealabil aprobarea Consiliului Ligii Națiunilor. 
Articolul 22 al Convenției Națiunilor Unite a fost scris cu două luni mai înainte de semnarea tratatului de pace. În acel moment, nu era foarte clar ce teritorii urmau să privească paragrafele 4 – 6 ale convenției. Teritoriile care erau subiecte ale reglementărilor celor trei articole erau trei foste regiuni ale Imperiului Otoman și șapte foste colonii ale Germaniei, menționate în Partea IV, Secțiunea I a tratatului de pace. Aceste 10 teritorii au fost administrate inițiale prin 15 mandate.
Deciziile conferinței de la San Remo au confirmat alocarea mandatelor stabilită în cadrul primei conferințe de la Londra. Rezoluția conferinței de la San Remo adoptată pe 25 aprilie 1917 a incorporat și Declarația Balfour din 1917. Articolul 22 al Convenției Ligii Națiunilor reprezintă prevederea legală de bază prin care a fost constituit Mandatul pentru Palestina. Englezii au primit mandate ale Ligii Națiunilor pentru Palestina și Irak, iar Franța a primit mandat pentru Siria, care îi asigura și controlul asupra Libanului.